# کنگیر
کنگیر (قزاقی: Кеңгір) یک منطقه مسکونی پیشین در قزاقستان است که در استان قراغندی واقع شده‌است.